# Csupaszarcú rigótimália
A csupaszarcú rigótimália (Turdoides gymnogenys) a madarak osztályának verébalakúak (Passeriformes) rendjébe és a Leiothrichidae családjába tartozó faj.

## Rendszerezése
A fajt Gustav Hartlaub német ornitológus írta le 1865-ben, a Crateropus nembe Crateropus gymnogenys néven.

## Alfajai
- Turdoides gymnogenys gymnogenys (Hartlaub, 1865)
- Turdoides gymnogenys kaokensis (Roberts, 1937)[2]

## Előfordulása
Afrika déli részén, Angola és Namíbia területén honos. A természetes élőhelye a szubtrópusi vagy trópusi száraz erdők, cserjések és szavannák, valamint folyók és patakok környéke. Állandó, nem vonuló faj.

## Megjelenése
Testhossza 24-25 centiméter, testtömege 65-91 gramm.

## Életmódja
Főleg rovarokkal táplálkozik.